# 厚木警察署
厚木警察署（あつぎけいさつしょ）は、神奈川県警察が管轄する警察署の一つである。

## 概要
署員数約400名、相模方面本部隷下、第五方面に属する県内有数の大規模警察署であり、署長の階級は警視正。識別章所属表示はGG。
県央の中核都市・厚木市街地から西部の山間部までの広範囲を管轄している。110番指令件数はもとより、管内は大和、相模原両署管内と並んで犯罪発生率が高く、多数の主要幹線道路が集中している為、交通事案も多い。当署に属する本厚木駅前交番の取扱い件数は、県下でも屈指である（本厚木駅周辺は警察本部により歓楽街総合対策重点取締地区に指定されている。）。管内居住人口はおよそ27万人。
当署には警備部直轄警察隊（管区機動隊）も配備されている。また他の神奈川県警察施設として、管轄区域内には県北西部や湘南地域を受け持つ交通部第二交通機動隊の本隊がある他、東名高速道路厚木ICには高速道路交通警察隊の厚木分駐所並びに圏央道にさがみ分駐所が設置されている。
管内には指定暴力団山口組系組事務所が存在する。
平成24年以降、繁華街等における街頭犯罪抑止対策のため、街頭防犯カメラを運用している、神奈川県下で数少ない警察署の一つ。 
庁舎の老朽化、狭隘化及び度重なる増築による複雑化のため、2018年12月に新庁舎へ移転した。

## 所在地
- 神奈川県厚木市水引水引一丁目11番10号
  - 最寄駅：小田急小田原線 本厚木駅

## 管轄区域
- 厚木市
- 愛甲郡愛川町および清川村
  - 管轄面積：199.41km2

## 沿革

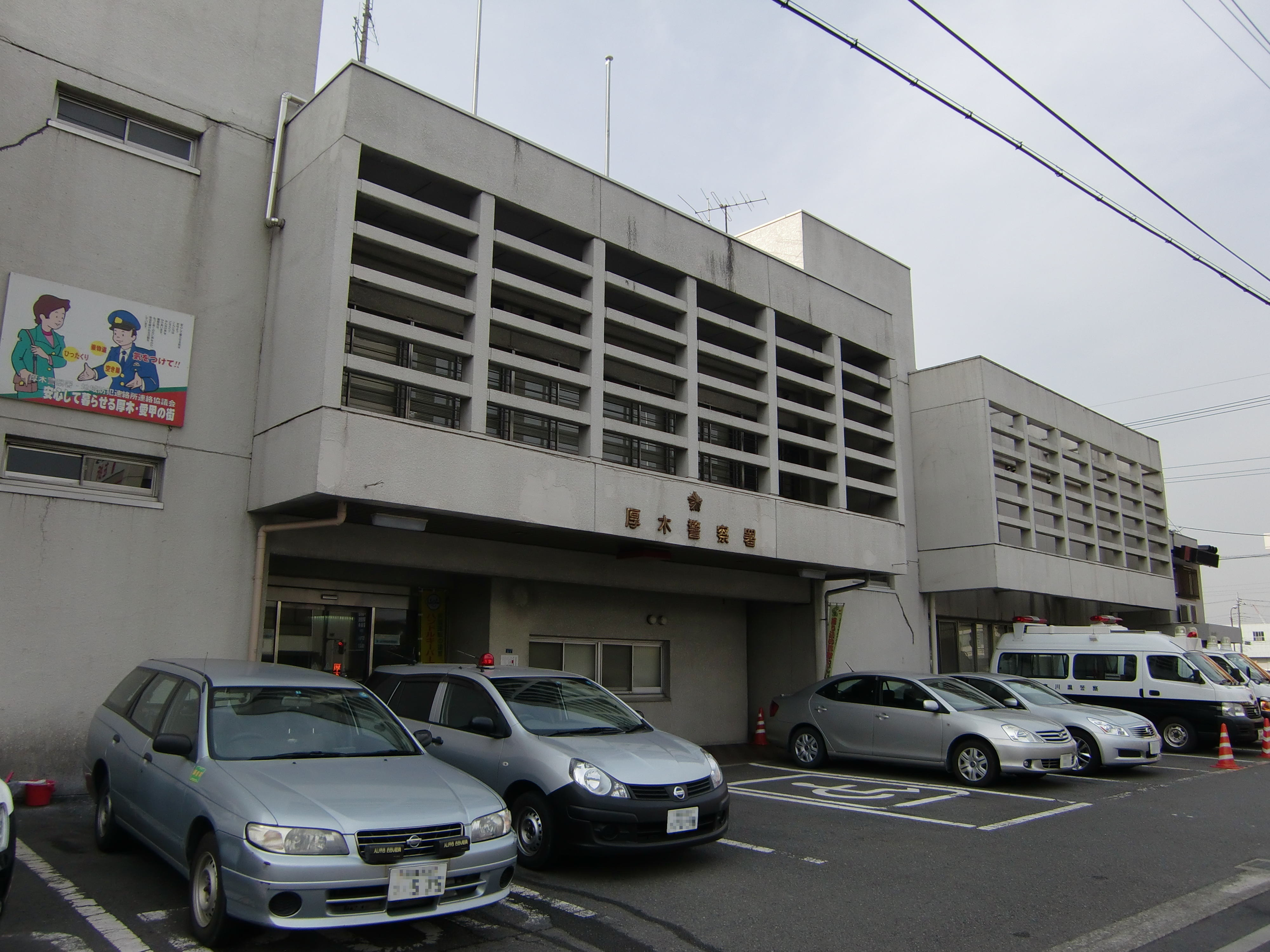
旧庁舎

- 1877年（明治10年）2月1日 - 下荻野警察署として開設。
- 1954年 (昭和29年) 7月1日　警察法の改正に伴い、神奈川県厚木警察署となる。
- 1967年（昭和42年）2月22日 - 旧庁舎にて業務開始。
- 2018年（平成30年）12月25日 - 現庁舎にて業務開始（鉄筋コンクリート造地上5階建）。

## 組織
- 署長（警視正）
- 副署長（警視）
- 地域担当次長（警視）
- 会計担当次長（警視相当職）
- 生活安全担当次長（警視）
- 刑事担当次長（警視）
- 交通担当次長（警視）
- 警務課 - 警務係、住民相談係
- 留置管理課（平成28年度新設） - 管理係
- 会計課 - 会計係
- 生活安全第一課 - 防犯少年係
- 生活安全第二課 - 経済係、保安係
- 地域第一課 - 地域企画係、地域係
- 地域第二課 - 地域係
- 地域第三課 - 地域係

（警ら用無線自動車6台、小型警ら車13台）
- 刑事第一課 - 刑事総務係、強行犯係、盗犯係、鑑識係
- 刑事第二課 - 知能犯係、暴力犯係、薬物銃器対策係、国際犯係
- 交通第一課 - 交通総務係
- 交通第二課 - 交通捜査係、交通指導係
- 警備課 - 公安係、外事係、直轄警察隊

（13課体制）
※ 2010年4月、大和警察署とともに、それまでの11課体制から相模原警察署と並ぶ神奈川県警察内で最大規模の12課体制へ改組。その後更なる組織改編により、同3署は神奈川県警察内で最大規模の13課体制となった。
※「神奈川県警察の組織に関する規則（昭和44年3月31日、公安委員会規則第2号）」を参考にした。

## 交番

### 厚木市
- 本厚木駅前交番 - 厚木市中町2丁目909番3号
- 旭町交番 - 厚木市旭町5丁目7番3号
- 緑ヶ丘交番 - 厚木市緑ヶ丘2丁目5番1号
- 工業団地交番 - 厚木市上依知3001番地
- 妻田交番 - 厚木市妻田西2丁目2番15号
- 依知交番 - 厚木市関口870番地の3
- 愛甲石田駅前交番 - 厚木市愛甲1丁目1番3号
- 下荻野交番 - 厚木市下荻野1392番地1

### 愛川町
- 半原交番 - 愛甲郡愛川町半原4454番地の2
- 中津交番 - 愛甲郡愛川町中津744番地の1
- 春日台交番 - 愛甲郡愛川町春日台4丁目1番地の45

### 廃止された交番
- 酒井交番　厚木市酒井2201番地3 (第二交通機動隊前)[1] - 旭町交番と統合し2023年3月末で廃止[2]

## 駐在所

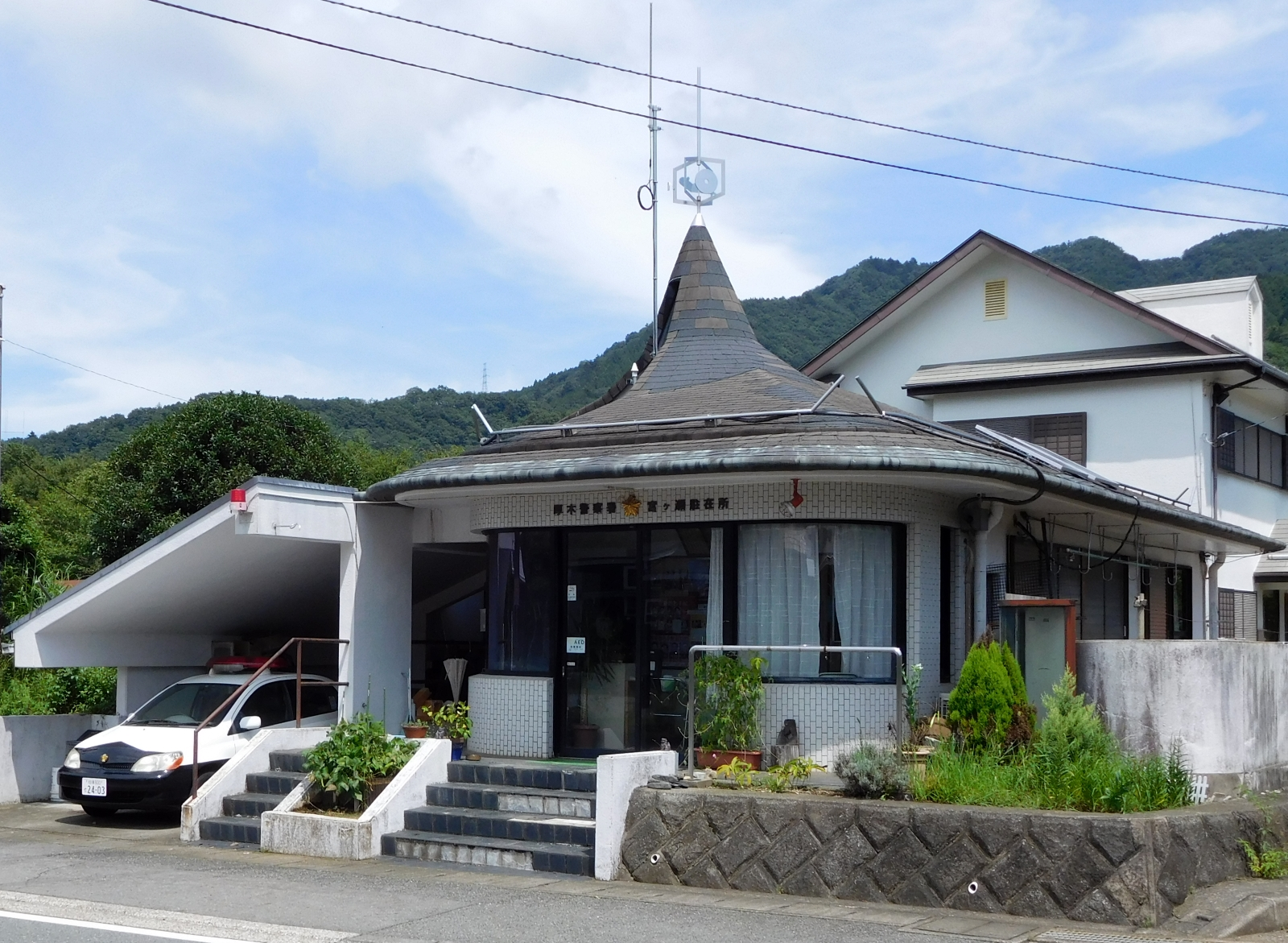
宮ヶ瀬駐在所

### 厚木市
- 南毛利駐在所 - 厚木市長谷1182番地の4
- 玉川駐在所 - 厚木市小野2315番地5
- 小鮎駐在所 - 厚木市飯山南4丁目6番31号
- 三田駐在所 - 厚木市三田3190番地
- 上荻野駐在所 - 厚木市上荻野1170番地の1
- 鳶尾駐在所 - 厚木市鳶尾2丁目25番8号
- 毛利台駐在所 - 厚木市毛利台2丁目2番12号

### 愛川町
- 田代駐在所 - 愛甲郡愛川町田代259番地の1
- 高峰駐在所 - 愛甲郡愛川町三増764番地の9

### 清川村
- 煤ヶ谷駐在所 - 愛甲郡清川村煤ケ谷2217番地の3
- 宮ヶ瀬駐在所 - 愛甲郡清川村宮ケ瀬979番地18

## 自動車ナンバー自動読取装置
- 厚木市岡田（国道129号・国道246号）
- 厚木市妻田北一丁目（国道129号・246号）
- 厚木市水引一丁目（国道129号・246号）
- 厚木市下依知（国道129号）
- 厚木市山際（国道129号）
- 厚木市戸田（国道129号）
- 厚木市上荻野（国道412号）
- 厚木市林（神奈川県道60号厚木清川線）
- 厚木市愛名（神奈川県道63号相模原大磯線）
- 厚木市厚木（神奈川県道601号酒井金田線）
- 厚木市岡田三丁目（神奈川県道601号酒井金田線）
- 厚木市関口（一般市道）
- 愛甲郡愛川町中津（神奈川県道65号厚木愛川津久井線）

## 不祥事
- 厚木署集団警ら隊事件（上司の部下に対するパワハラが問題となった）